# I Am a Camera
I Am a Camera est une pièce de Broadway de 1951 de John Van Druten, adaptée du roman de Christopher Isherwood Goodbye to Berlin (en), qui fait partie des Berlin Stories. Le titre est une citation tirée de la première page du roman : « Je suis un appareil photo avec son obturateur ouvert, assez passif, enregistrant, ne réfléchissant pas." ».

## Lieu et époque de l'action
L'action se déroule dans une pièce de l'appartement de Fraulein Schneider à Berlin en 1930, avant la montée du régime hitlérien.

## Production
La production originale a été mise en scène par John Van Druten, avec une conception scénique et des éclairages de Boris Aronson et des costumes d'Ellen Goldsborough.
La première s'est déroulée à l'Empire Theatre de New York le 28 novembre 1951 et 214 représentations ont été données jusqu'au 12 juillet 1952.

## Casting original de Broadway (1951)
- Christopher Isherwood - William Prince
- Fraulein Schneider - Olga Fabian
- Fritz Wendel - Martin Brooks
- Sally Bowles (en) - Julie Harris
- Natalia Landauer - Marian Winters
- Clive Mortimer - Edward Andrews
- Mme. Watson-Courtneidge - Catherine Willard

## Adaptations
- Le film Une fille comme ça (I Am a Camera) (1955), réalisation de Henry Cornelius, scénario de John Collier, musique de Malcolm Arnold, avec Julie Harris, Laurence Harvey et Shelley Winters.
- La comédie musicale à Broadway Cabaret (1966), réalisé par Hal Prince, livret de Joe Masteroff, musique de John Kander, paroles de Fred Ebb, avec Jill Haworth, Bert Convy, Lotte Lenya, Jack Gilford et Joel Grey.
- Le film musical Cabaret (1972), réalisé par Bob Fosse, musique de John Kander, paroles de Fred Ebb, avec Liza Minnelli, Joel Grey et Michael York.